# Леуза
Леуза́ (баш. Ләүйылға) — село в Кигинском районе Башкортостана, административный центр Леузинского сельсовета. Согласно переписи 2020 года население составляло 743 человека.

## Население
| 2002 | 2009  | 2010  |
| ---- | ----- | ----- |
| 1098 | ↗1155 | ↘1076 |

Национальный состав
Согласно переписи 2002 года, преобладающие национальности — русские (54 %), башкиры (30 %).

## Географическое положение
Расстояние до:
- районного центра (Верхние Киги): 18 км,
- ближайшей ж/д станции (Сулея): 61 км.

## Религия
В селе есть православная церковь Троицы Живоначальной.

## Известные уроженцы
- Меньшиков, Иван Николаевич (23 июня 1914 — 28 апреля 1943) — русский и ненецкий писатель, журналист[6][7].
- Ракшин, Дмитрий Сергеевич (14 ноября 1913 — 9 января 1961) — участник Великой Отечественной войны, Герой Советского Союза[8].
- Калашников, Юрий Васильевич (учёный) (19 августа 1939 — 16 октября 2018) — советский и российский учёный, историк, лектор. Младший научный сотрудник Уфимского института истории, языка и литературы Академии наук СССР, доцент кафедры истории Башкирского государственного университета, помощник Председателя Верховного Совета — Госсобрания Республики Башкортостан.
- Малухин, Тимофей Ильич (22 января 1878 - 02 апреля 1933) - монах из крестьянской семьи, окончил 3 класса церковно-приходской школы. Новомученик, исповедник, за Христа пострадавшие в годы гонений на Русскую Православную Церковь в XX в. Расстрелян 02 апреля 1933 году по обвинению группового дела "Дело "Южно-Русского Синода", под руководством митрополита Серафима (Мещерякова), г.Ростов-на-Дону, 1933г." Реабилитирован 31 мая 1990 году прокурором Краснодарского края.